# Alex Pedersen
Alex Kjeld Pedersen (født 15. november 1966 i Ikast) er en dansk erhvervsleder og tidligere professionel cykelrytter. Han var indtil 2018 viceadministrerende direktør i Jysk Fynske Medier (JFM); i 2018 forlod Pedersen JFM.
Pedersen har ikke gennemført en længere uddannelse, men blev hf-student i 1985 og hhx-student i 1992.
Han var professionel cykelrytter fra 1988 til 1991 og vandt i 1994 VM i landevejscykling for amatører. Han blev desuden Danmarksmester i landevejscykling 1986 og igen i 1992. Han sluttede cykelkarrieren i 1995 efter at have fået meningitis.
Han var 1995-1997 kontorelev ved Færch Plast og fra 1998-2003 sportsdirektør for cykelholdet Team CSC. Derefter blev han direktør for Ikast-Bording Elite Håndbold, og i 2005 direktør for Ugeavisen Herning, og var fra december 2007 været chefredaktør og adm. direktør for Vejle Amts Folkeblad. I 2011 blev han efter fusionen af Horsens Folkeblad og Vejle Amts Folkeblad adm. direktør og ansv. chefredaktør for Jyske Medier. Han har ved flere lejligheder fungeret som cykelkommentator.
Ved folketingsvalget 2007 var han opstillet for Konservative i Herning Sydkredsen. Blandt hans mærkesager var højere straffe for doping. Han blev med 4.420 stemmer 2. suppleant og er i dag ikke længere opstillet.
Idemand bag cykelløbet Giro d´Italia startet i 2012 i Herning, og har siden 2013 arbejdet på at bringe starten af cykelløbet Tour De France til Danmark. Dog har han og makkeren, Joachim Andersen ikke betalt regningen for arbejdet.